# Neopsylla paranoma
Neopsylla paranoma är en loppart som beskrevs av Li Kueichen, Wang Dwenching et Wang Hsine 1966. Neopsylla paranoma ingår i släktet Neopsylla och familjen mullvadsloppor. Inga underarter finns listade i Catalogue of Life.